# Poterium
Poterium es un género con 25 especies de plantas perteneciente a la familia de las rosáceas.

## Taxonomía
Poterium fue descrita por Carlos Linneo y publicado en Species Plantarum 2: 994, en el año 1753. La especie tipo es: Poterium sanguisorba L

## Especies seleccionadas
- Poterium agrimonifolium
- Poterium agrimonoides
- Poterium anceps
- Poterium ancistroides
- Poterium angustifolium
- Poterium annuum
- Poterium australe